# Utgrynnorna, Iniö
Utgrynnorna är öar i Finland. De ligger i Skärgårdshavet och i kommunen Pargas i landskapet Egentliga Finland, i den sydvästra delen av landet. Öarna ligger omkring 48 kilometer väster om Åbo och omkring 200 kilometer väster om Helsingfors.
Arean för den av öarna koordinaterna pekar på är 1,3 hektar och dess största längd är 160 meter i nord-sydlig riktning. I omgivningarna runt Utgrynnorna växer i huvudsak barrskog. Närmaste större samhälle är Korpo, 19,9 km söder om Utgrynnorna.